# Norman Shetler
Norman Shetler (Dubuque, 16 de junho de 1931 – Viena, 25 de junho de 2024) foi um pianista, marionetista e professor de piano de nacionalidade austríaca e de origem norte-americana.

## Vida e carreira
Norman Shetler nasceu na Pensilvânia, Estados Unidos. Em 1955 mudou-se para Viena, Áustria, tendo concluído o curso de piano nesta cidade em 1959. Especializou-se no acompanhamento de cantores, tendo trabalhado com figuras de renome como Anneliese Rothenberger, Peter Schreier, Dietrich Fischer-Dieskau, Brigitte Fassbaender, Hermann Prey, Margaret Price e Thomas Quasthoff, e também com instrumentistas como o violinista Nathan Milstein e o violoncelista Heinrich Schiff. Foi também reconhecido internacionalmente como solista.
Entre 1983 e 1991 foi professor de piano e Acompanhamento de Lied na Escola Superior de Música de Würzburg, e desde 1992 é professor na Universidade de Música de Viena. Tem mais de 70 discos gravados.
Foi convidado regularmente para fazer cursos de aperfeiçoamento na Academia Mozarteum de Salzburgo.
Paralelamente desenvolve há cerca de 35 anos uma intensa atividade como marionetista e construtor de marionetas. Com o seu programa "Cabaret Musical de Marionetas" se apresentou em três continentes, em numerosos festivais e programas de televisão.

## Morte
Shetler morreu no dia 25 de junho de 2024, aos 93 anos.